# Veliki komet iz leta 1533
Véliki komet iz leta 1533 (oznaka C/1533 M1) je komet, ki so ga opazili  29. junija v letu 1533 .
Opazovali so ga lahko 29 dni. Zadnji dan opazovanja je bil 28. avgusta 1533.
Njegova tirnica je bila parabolična, njen naklon pa 149,6°. Prisončje se je nahajalo na oddaljenosti 0,25 a.e. od Sonca.  Skozi prisončje je letel 15. junija 1533 .